# Любители музыки
«Любители музыки» (англ. The Music Lovers) — художественный кинофильм режиссёра Кена Рассела о русском композиторе П. И. Чайковском.

## Сюжет
В фильме представлена романизированная биография Петра Ильича Чайковского, внимание уделено гомосексуальности композитора (название можно перевести и как «Музыкальные любовники»). Картина повествует о серьёзных эмоциональных кризисах великого композитора, связанных с романом с вымышленным графом Антоном Шиловским, неудачным браком с Антониной Милюковой, спорными отношениями с богатой покровительницей Надеждой фон Мекк. Эти события наложили отпечаток на личность композитора и повлияли на его жизнь и творчество, и в конечном итоге привели к смерти в 1893 году.

## В ролях
- Ричард Чемберлен — Петр Ильич Чайковский
- Гленда Джексон — Антонина Милюкова
- Макс Эдриэн — Николай Рубинштейн
- Кристофер Гейбл — Антон Шиловский
- Кеннет Колли — Модест Чайковский
- Изабелла Тележинская — Надежда Фон Мекк
- Брюс Робинсон — Алексей Софронов
- Джоанна Браун — Ольга Бредская
- Алексей Евдокимов — Дмитрий Шубелов

## Критика
Критика была практически единодушна, оценивая фильм как слабый и фальшивый: в частности, по мнению рецензента «Cleveland Press»,

кино печально известно своим скверным обращением с героями-композиторами, но немногие фильмы были в самом деле настолько чудовищны, как эта псевдобиография Чайковского.

Сергей Кудрявцев в своей книге «3500 кинорецензий» пишет:

Даже американские критики, которым, в принципе, наплевать на историческую достоверность, смущённо намекали на сомнительность ряда сюжетных линий фильма Кена Рассела. Впрочем, это не имеет особого значения. Лучшие сцены картины заставляют забыть и о фактических неточностях, и о намеренно дерзких кадрах, порой находящихся на грани приличия…

Высокой оценки удостоилось только мастерство пианиста Рафаэля Ороско, в исполнении которого прозвучала в фильме музыка Чайковского.